# Pluralism (politisk filosofi)
Pluralism är en politisk filosofi som betonar mångfald och erkännandet av flera olika intressen, värderingar och livsstilar i samhället. Den utgår från att makt och beslutsfattande bör delas mellan många aktörer snarare än att koncentreras hos en enda auktoritet.
Även om inte alla politiska pluralister förespråkar en pluralistisk demokrati, är detta den vanligaste ståndpunkten. 

## Definition
Pluralismen beskriver hur organisationer som fackföreningar, arbetsgivarorganisationer, religiösa samfund och politiska partier fungerar, hur de påverkas av samhället och hur de agerar politiskt. Betoningen ligger på organisationernas självständighet, både från staten och från varandra. 
Begreppet har även en värderande dimension på så vis att många författare som har beskrivit pluralism och pluralistiska samhällen anser att pluralism är något bra. Vissa politiska tänkare har till och med hävdat att pluralism är en inneboende egenskap hos alla moderna politiska system – något som har ifrågasatts under 1900-talet, i och med framväxten av totalitära stater som Sovjetunionen och Nazityskland. Marxistiskt influerade tänkare har också hävdat att det kapitalistiska samhället ofrånkomligen skapar hierarkier. Möjligen, menar de, kan pluralism åstadkommas om kapitalismen försvann.

## Historia
Bakgrunden till begreppet kan delvis hänvisas till en juridisk debatt i början av 1900-talet mellan de som menade att staten ensamt var suverän och de kritiker av detta som argumenterade för en juridisk pluralism. Förespråkare för den juridiska pluralismen menade att staten saknade rätt att underkasta sig vissa typer av organisationer som trossamfund och fackföreningar, och att staten därmed inte kunde ses som ensamt suverän. Utöver den rent juridiska argumentationen så menade kritikerna även att en stat som försökte åstadkomma fullkomlig suveränitet vore moraliskt förkastlig. Tongivande förespråkare för den juridiska pluralismen var Léon Duguit i Frankrike och Harold Laski i Storbritannien.
Efter flera decenniers vila – särskilt under 1930- och 40-talen – dök begreppet så upp igen under efterkrigstiden och en debatt om pluralismen tog fart. På 50- och 60-talet började vissa forskare man se pluralism som en grundläggande beståndsdel av moderna demokratier, då alla demokratier på ett eller annat sätt hade organisationer som var fristående från staten och varandra. Förespråkarna för detta synsätt argumenterade för att intressegrupper hade möjligheter att påverka politiska beslut i olika riktningar och att det gick att bevisa empiriskt. Kritikerna mot det synsättet menade att varje samhälle hade en elit eller dominerande klass som härskade och satte ramarna för det sociala livet. 